# Tértivevény

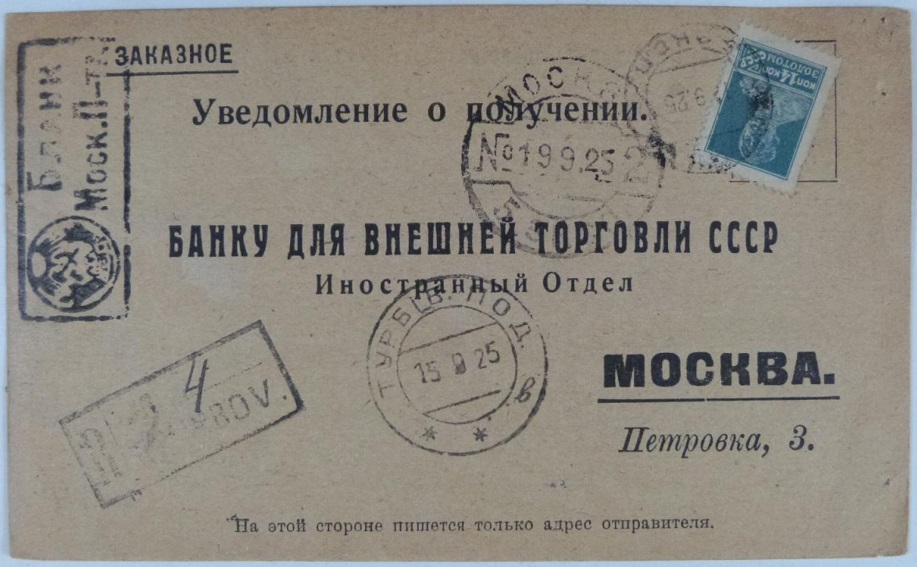
1925-ös szovjet tértivevény

Tértivevénynek (franciául: Avis de réception, rövidítése: AR) nevezzük azt a különdíj ellenében igénybe vehető postai többletszolgáltatást, amely során a feladó visszajelzést kap az ajánlott levél, vagy egyéb könyvelt küldemény átvételéről.
Magyarországon a belföldi tértivevény zöld vagy fehér színű, a nemzetközi postaforgalomban használt pedig rendszerint rózsaszínű. Nemzetközi forgalomban azonban nem minden célország biztosítja a tértivevény kitöltetését. Ilyenkor a postahivatal igazolja a kézbesítés megtörténtét.
Egy kitöltött tértivevényen szerepel:
- a könyvelt küldemény nyomkövetési száma (ragszám)
- a felvevő postahivatal neve
- a felvétel időpontja
- a kézbesítő neve és aláírása
- az átvétel időpontja
- az átvevő neve, aláírása, személyi igazolványának száma.